# Muzeul de Istorie Naturală din Viena

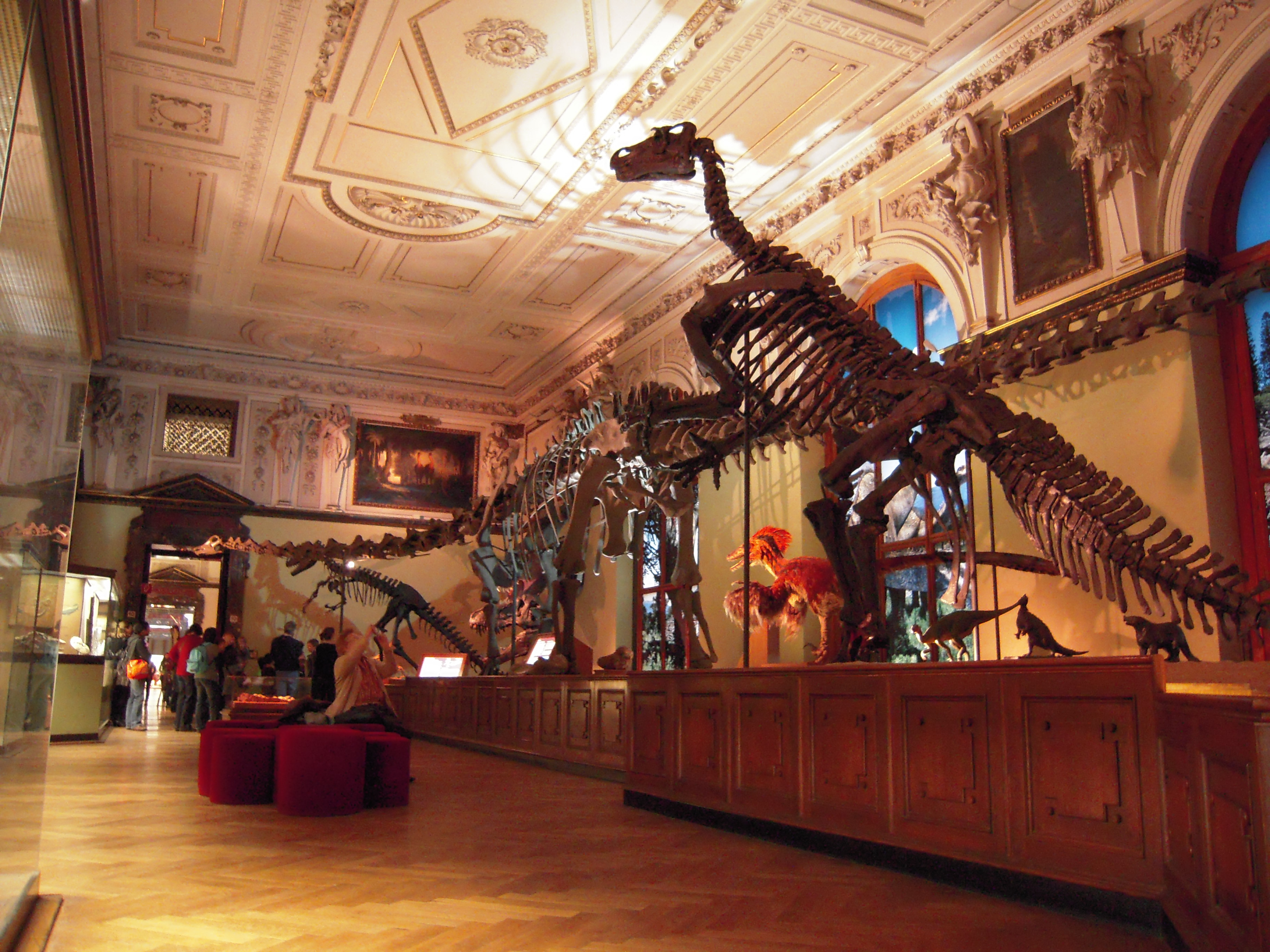
Muzeul de Istorie Naturală din Viena

Muzeul de Istorie Naturală din Viena (în germană Naturhistorisches Museum Wien) sau NHMW este un important muzeu situat în Viena, Austria.
Colecțiile prezentate acoperă o suprafață de 8.700 de metri pătrați și muzeul are un site ce oferă un tur video virtual.
Muzeul de Istorie Naturală din Viena este unul dintre muzeele importante ale lumii, cele mai vechi colecții de artefacte fiind adunate cu peste 250 de ani în urmă.
Începând din 2011, muzeul adăpostește aproximativ 30 de milioane de obiecte și numărul este în creștere. În spatele scenei colecțiile cuprinzând aproximativ 25 de milioane exemplare și artefacte sunt baza esențială pentru activitatea a peste 60 de oameni de știință importanți. Domeniile lor principale de cercetare acoperă o gamă largă de subiecte, de la originile sistemului nostru solar și evoluția animalelor și a plantelor până la evoluția umană, precum și tradițiile și obiceiurile preistorice.
Clădirea principală a muzeului este un palat elaborat, care adăpostește aceste colecții în continuă creștere, de la deschiderea pentru public în anul 1889 ca Muzeu Imperial de Istorie Naturală. Cu toate acestea, unele dintre colecții au fost mutate din clădiri chiar mai vechi, precum Hofbibliothek  care conținea colecțiile Cabinetului de Zoologie (în germană Tierkabinett).
Clădirea cu ornamente decorative bogate, mobilier și exponate prețioase au transformat muzeul într-un "Muzeu al muzeului", pentru conservarea patrimoniului cultural-istoric.
Exponate celebre și de neînlocuit, ca de exemplu Venus din Willendorf vechi de 25.000 de ani, și un schelet de dinozaur Diplodocus, plus animale dispărute sau specimene de plante de acum 200 de milioane de ani precum marea vacă a lui Steller, sunt prezentate în cele 39 săli. Prezentarea contemporană prin intermediul expoziției tehnologiei expoziționale moderne a devenit posibilă fără distrugerea structurilor istorice din clădire.

## Etaje

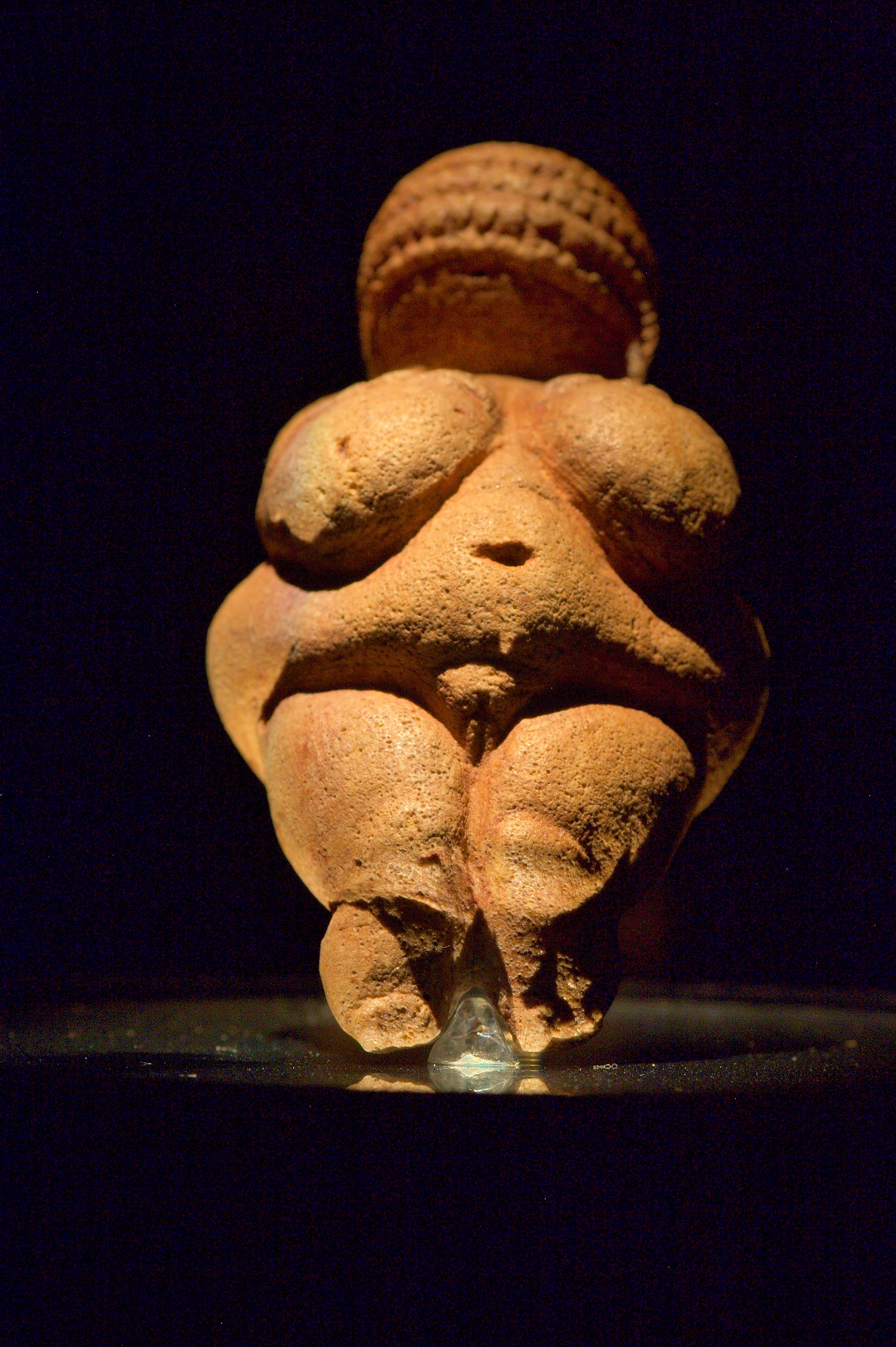
Venus din Willendorf

La etajul superior (Hochparterre) pot fi văzute pietre prețioase, minerale (unele cu origine în colecțiile vechi renascentiste) și meteoriți (cea mai mare colecție din lume), fosile rare, împreună cu lucrări de artă preistorică: Venus din Willendorf, scheletul de Diplodocus, un cristal uriaș de topaz cântârind 117 kg și un număr mare de pietre geme pe care Maria Theresia le-a făcut cadou soțului ei.
Primul etaj prezintă o varietate de specii din lumea animală, de la protozoare la insecte și la mamifere extrem de dezvoltate. Obiecte de peste 200 de ani vechime sunt de interes, nu numai individual, ci și ca înregistrări istorice pentru istoria științei și taxidermie: numeroase animale împăiate din speciile dispărute sau extrem de periclitate au făcut colecțiile de neînlocuit.
Cele mai multe semne și explicații din muzeu sunt doar în limba germană.

## Istoric
Clădirea muzeului a fost deschisă în anul 1889, în același timp cu Kunsthistorisches Museum. Cele două muzee au exterioarele identice și se află vizavi unul de celălalt peste Maria-Theresien-Platz. Muzeul a fost construit pentru a găzdui imensa colecție a Habsburgilor.
Ambele clădiri au fost construite între anii 1872 și 1891 pe Ringstraße în conformitate cu planurile întocmite de Gottfried Semper și Karl Freiherr von Hasenauer.
Colecțiile de insecte datează din 1793, atunci când Francisc I al Austriei a cumpărat colecțiile științifice ale lui Joseph Natterer, Sr. (tatăl viitorului zoolog Johann Natterer, pe atunci în vârstă de șase ani). În 1806 muzeul a cumpărat o colecție de insecte europene realizată de Johann Carl Megerle von Mühlfeld, iar Megerle a devenit primul curator al colecției de insecte. El a organizat achiziționarea colecției Gundian de fluturi din Europa. Aceste colecții vechi împreună cu specimenele lui Megerle au fost distruse în octombrie 1848, în timpul incendiului de la Hofburg; totuși, călătoria lui Johann Natterer în Brazilia (1817–1835) a condus la o îmbunătățire enormă a colecțiilor: 60.000 de insecte făceau parte din "muzeul brazilian" din "casa Harrach" și au scăpat de incendiu.
În 1859, fregata SMS Novara s-a întors dintr-o călătorie în jurul lumii cu Georg Ritter von Frauenfeld și Johann Zelebor, iar insectele au fost incluse în colecțiile de la Viena. Colecțiile au fost realizate de Ludwig Redtenbacher (Coleoptera), Friedrich Moritz Brauer (Neuroptera și Diptera), Henri Louis Frederic de Saussure (Hymenoptera exclusiv Formicidae), Gustav Mayr (Formicidae și Hemiptera), Ignaz Rudolph Schiner (Diptera), C Felder, R. Felder și Alois Friedrich Rogenhofer (Lepidoptera).
Organizarea actuală a muzeului datează din 1876. Entomologii Ganglbauer și Karl Holdhaus (Coleoptera), Rogenhofer și Hans Rebel, Josef Emanuel Fischer von Röslerstamm, Josef Johann Mann (Lepidoptera), Franz Friedrich Kohl, Carl Tschek și Maidl (Hymenoptera), Brauer (Diptera și Neuroptera), și Anton Handlirsch (pentru insectele fosile) au contribuit substanțial la reputația internațională a muzeului.

## Imagini

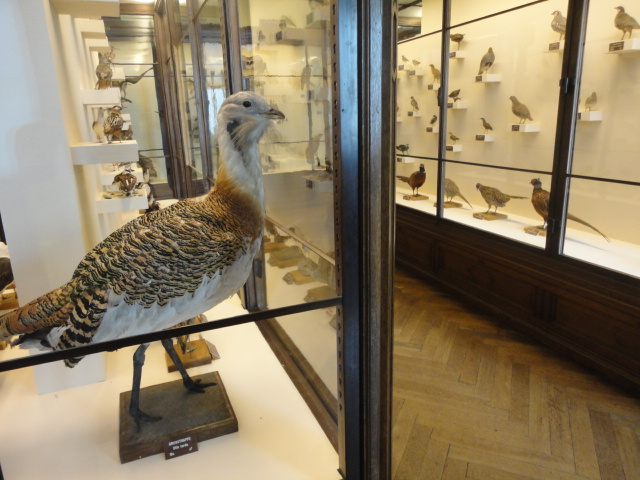
Sala păsărilor
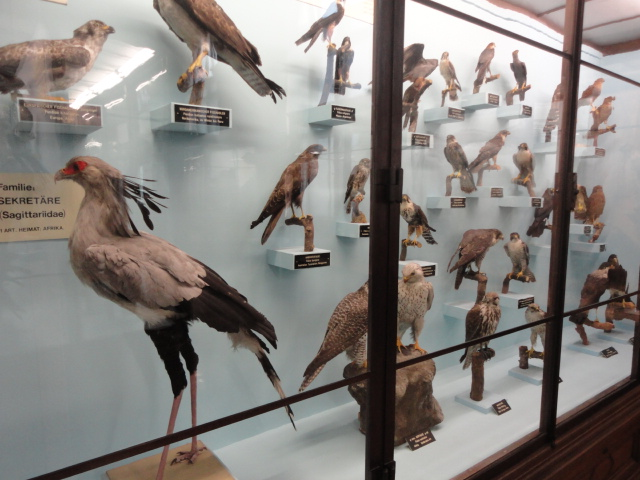
Sala păsărilor
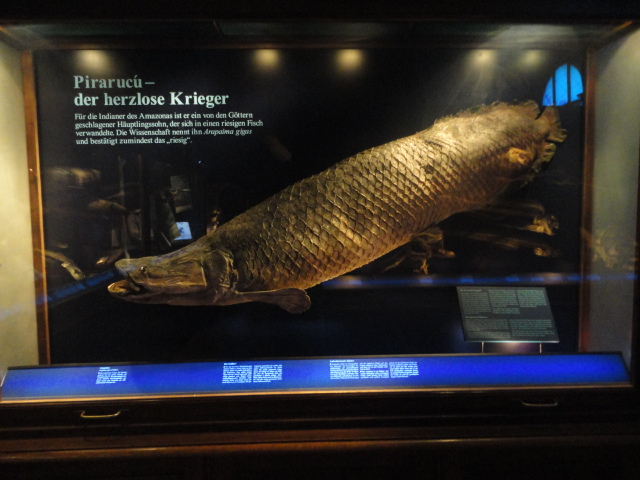
Pirarucu din râul Amazon / Brazilia
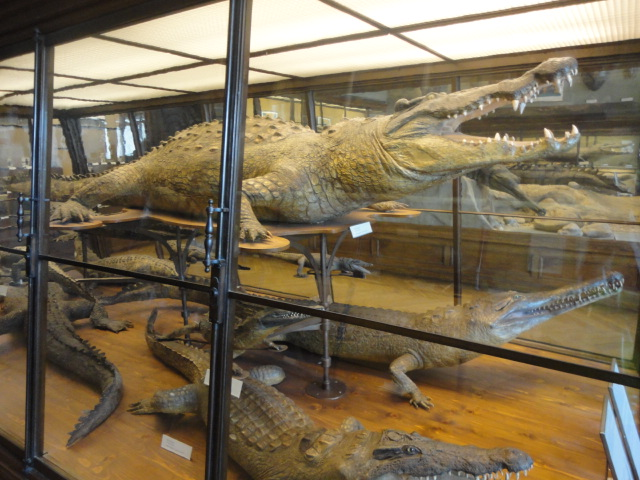
Expoziție de crocodili